# Linda-Index
Der Linda-Index ist eine volkswirtschaftliche Kennzahl, welche als Art der Konzentrationsrate die Unternehmenskonzentration der Großunternehmen auf einem Markt wiedergibt. Der Linda-Index ist benannt nach Remo Linda von der Europäischen Kommission, der ihn 1976 erstmals vorstellte. Beim Linda-Index wird versucht, durch Ausblendung von Kleinunternehmen ein Maximum an Details über die Marktstellung der größten Unternehmen zu vermitteln. Allgemein gilt, dass je größer der Konzentrationsgrad ist, umso geringer ist die Unsicherheit der Anbieter, mit einem zufällig ausgewählten Käufer ein Geschäft zu machen.

## Berechnung
Der Linda-Index {\displaystyle L_{n}} ergibt sich für die{\displaystyle n} größten Unternehmen auf einem Markt unter Berücksichtigung der Konzentrationsrate {\displaystyle CR}:
{\displaystyle L_{n}={\frac {1}{n(n-1)}}\sum _{i=1}^{n-1}{\frac {n-i}{i}}{\frac {CR_{i}}{CR_{n}-CR_{i}}}}.
Um den Blick auf die größten Unternehmen ({\displaystyle CR_{n}}) zu richten, werden die kleineren Unternehmen ({\displaystyle CR_{i}}) ausgeblendet. Der Linda-Index ist das einfache arithmetische Mittel der {\displaystyle (n-1)}-Verhältnisse zwischen der Durchschnittsgröße der ersten {\displaystyle i}-Unternehmen und der Durchschnittsgröße der restlichen {\displaystyle (n-i)}-Unternehmen, wobei jedes Verhältnis zuvor noch durch {\displaystyle n} geteilt wird.

## Verwendung
Die Monopolkommission hat in ihrem IV. Hauptgutachten (1982) ihre statistische Datenbasis durch die Berechnung des Herfindahl-Index und des Linda-Index erweitert. Der Index kann auf verschiedenen Teilmärkten des Gütermarkts wie beispielsweise auf dem Energiemarkt, Getränkemarkt, Reisemarkt oder Versicherungsmarkt zur Marktanalyse der Unternehmenskonzentration eingesetzt werden. Varianten des Index‘ gibt es auch für Gebiete mit unterschiedlicher Bevölkerungsdichte.